# Herpothamnus crassifolius
Herpothamnus es un género monotípico de plantas fanerógamas perteneciente a la familia Ericaceae. Su única especie: Herpothamnus crassifolius, es originaria de Estados Unidos. 

## Descripción
Son arbustos, usualmente erectos, que alcanzan un tamaño de 0,1 a 50 dm de altura, rizomatosos, (ramas de la temporada anterior verrugosas). Las hojas generalmente caducifolias, rara vez persistentes, (superficie abaxial peluda o lampiña superficie adaxial glabra normalmente). Inflorescencias en forma de corimbos, terminal en brotes axilares de los brotes de la temporada anterior. Pedicelos articulados con tubo del cáliz. Flores: 5 sépalos, pétalos 5, connados durante casi toda su longitud,  corola urceolada a cilíndrica; estambres 10, incluido; anteras sin aristas, de 2-4 mm, con poros terminales. Bayas con 10 lóculos. Semillas (4 -) 10-25 (-40). Tiene un número de cromosomas de 2n = 24, 48, 72.

## Hábitat
Se encuentra en la llanura costera, bosques abiertos de pinos, pinares,n y áreas asociadas con trastornos, cortes de caminos, senderos de fuego, bordes de carreteras segados. Floración a finales de primavera.

## Taxonomía
Herpothamnus crassifolius  fue descrita por (Andrews) Small y publicado en Manual of the Southeastern Flora 1017. 1933.